# Bob Kerr

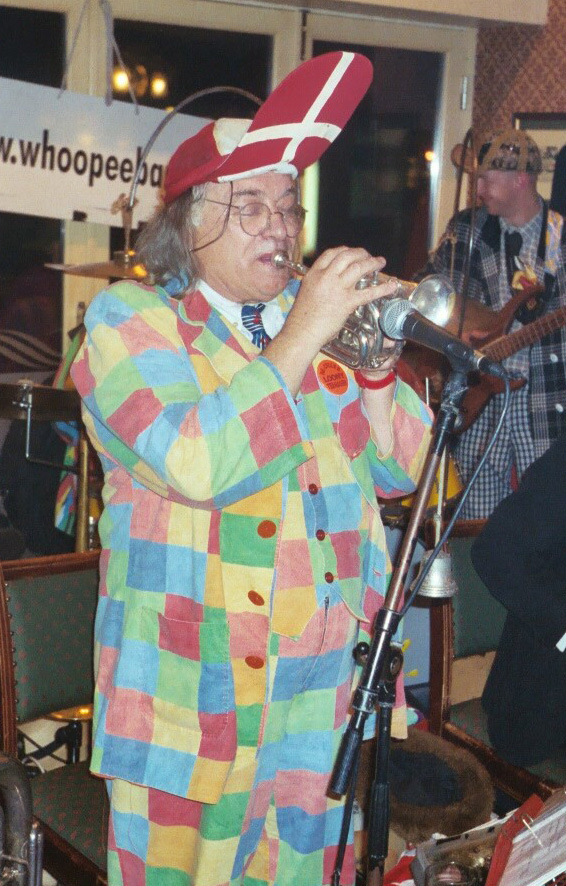
Bob Kerr (2004)

Robert „Bob“ Kerr (* 14. Februar 1940 in Kensington) ist ein britischer Jazzmusiker (Trompete, Kornett), der als Musikkomiker bekannt wurde.
Kerr gehörte im Sommer 1966 der Bonzo Dog Doo-Dah Band an. 1966 nahm er mit The New Vaudeville Band auf, bevor er 1968 seine eigene  Bob Kerr's Whoopee Band gründete, mit der er seit Anfang der 1970er Jahre auch in Deutschland häufiger auf Tournee war. Mit seiner Whoopee Band trat er unter anderem auf den Leverkusener Jazztagen und bei Bingen swingt auf. Kerr tourte 2006 und 2008 wieder mit der Bonzo Dog Doo-Dah Band.

## Diskographische Hinweise
- New Vaudeville Band Winchester Cathedral (1966)
- New Vaudeville Band Finchley Central (1967)
- Bob Kerr's Whoopee Band Making Whoopee (1971)
- Bob Kerr, Hugh Crozier, Phil Franklin Blues, Jazz, Boogie, Rags (1976)
- Bob Kerr's Whoopee Band Hard Pressed (1978)
- Bob Kerr's Whoopee Band Things That Go Bump in the Mike (1981)
- Bob Kerr & his Whoopee Band Keeping Up with the Spike Jones’s (1989)
- Bob Kerr & his Whoopee Band Molotov Cocktails for Two (1992)
- Bob Kerr & his Whoopee Band Happy Daze / Happy Days Are Here Again (1994)
- Bonzo Dog Doo-Dah Band Wrestle Poodles and Win (live) (2006)
- Bonzo Dog Doo-Dah Band Pour l’amour des chiens (2008)
- Bonzo Dog Doo-Dah Band I Should Koko (2015)
- Bob Kerr's Whoopee Band The Best of the Greatest Hits (2015)